# Téji Savanier
Téji Savanier (* 22. Dezember 1991 in Montpellier) ist ein französisch-algerischer Fußballspieler, der beim HSC Montpellier in der Ligue 1 spielt und deren Kapitän ist. Im Jahr 2021 nahm er an den olympischen Spielen für sein Land teil und war dabei einer der drei über 23-Jährigen seines Teams.

## Karriere

### Verein
Savanier begann seine fußballerische Ausbildung 1998 bei dem RC Saint-Georges d’Orques, ehe er ein Jahr später zur AS Saint-Martin Montpellier wechselte. Wiederum nach einem Jahr, im Sommer 2000 wechselte er in das Centre Educatif Palavasien. 2003 unterschrieb er dann bei Castelnau Le Crès FC und drei Jahre später in der Jugendakademie des HSC Montpellier. Dort kam er ab 2010 auch in der zweiten Mannschaft zum Einsatz.

#### AC Arles-Avignon
Im Sommer 2011 wechselte Savanier in die Ligue 2 zum AC Arles-Avignon. Direkt am ersten Spieltag der Saison 2011/12 debütierte er im Profibereich nach Einwechslung bei einem 1:0-Heimsieg gegen den Le Mans FC. Nicht einmal zwei Monate darauf stand er gegen den RC Lens am neunten Spieltag in der Startelf und schoss bei dem 3:0-Sieg sein erstes Tor für einen Profiverein. In der Spielzeit 2011/12 war er nicht gesetzt, kam aber dennoch zu 20 Einsätzen in der Ligue 2 und einem in der Coupe de la Ligue. Die Folgesaison beendete Savanier mit 27 Spielen, wobei er zweimal selbst treffen konnte und zwei Tore vorbereiten konnte. Außerdem traf er einmal in fünf Einsätzen in den beiden Pokalwettbewerben. In der Saison 2013/14 bestritt Savanier wettbewerbsübergreifend 27 Spiele und traf einmal in der Liga. In der Spielzeit 2014/15 war er absoluter Stammspieler im Mittelfeld der Mannschaft und kam wettbewerbsübergreifend 37 Mal zum Zug, schoss vier Tore und legte weitere fünf Treffer auf.

#### Olympique Nîmes
Anschließend verließ Savanier Arles-Avignon und wechselte zum Ligakonkurrenten Olympique Nîmes. Auch hier war er gesetzt, spielte 27 Ligapartien, traf dreimal und wurde siebenmal zum Vorlagengeber. In der Saison 2016/17 wurde Savanier mit acht Toren und 13 Assists zum Topscorer seines Vereins in jener Saison. Für diese Anzahl an Torbeteiligungen brauchte Savanier 34 Ligaeinsätzen und ein Pokalspiel. In der Saison 2017/18 traf er fünfmal, legte zehn Tore auf und konnte seinem Verein in 31 Einsätzen zum zweiten Platz und dem damit verbundenen Aufstieg in die Ligue 1 verhelfen. Zusammen mit seinen Mannschaftskollegen Umut Bozok und Rachid Alioui war er Teil der besten elf Spieler der Saison der Trophées UNFP du football. In der Ligue 1 debütierte er direkt am ersten Spieltag bei einem 4:3-Sieg über den SCO Angers über die vollen 90 Minuten. Am vierten Spieltag schoss er bei einer 2:4-Niederlage gegen Paris Saint-Germain sein erstes Tor in Frankreichs höchster Spielklasse und sah zudem die rote Karte, wofür er vier Spiele Sperre erhielt. Savanier spielte 2018/19 insgesamt 32 Erstligaspiele, wobei er sechs Tore schießen und 14 auflegen konnte. Mit seinen 14 Vorlagen wurde er Top-Vorlagengeber in Frankreich und konnte zudem die zweitmeisten Vorlagen nach Eden Hazard in Europas besten fünf Ligen aufweisen.

#### HSC Montpellier
Im Sommer 2019 wechselte Savanier für neuneinhalb Millionen Euro zurück zu seinem Ausbildungsverein HSC Montpellier, welcher ebenfalls in der Ligue 1 spielt. Nach einer kurzen Knieverletzung war er auch hier gesetzt und spielte die restlichen 19 von 28 möglichen Ligaspiele, wobei er sechsmal traf. In der Saison 2020/21 schoss Savanier fünf Ligatore und gab weitere fünf Vorlagen in 27 Spielen in der Liga. Auch im Pokal war er gesetzt und schied mit seinem Verein im Elfmeterschießen im Halbfinale gegen Paris Saint-Germain aus, wobei Savanier seinen Elfmeter verwandelte. Nachdem Mannschaftskollege Vitorino Hilton sein Karriereende verkündete wurde Savanier zum neuen Kapitän des Vereins. Im Dezember 2021 wurde er mit zwei Toren und zwei Vorlagen in vier Ligaspielen zum Spieler des Monats der UNFP gewählt. Insgesamt schoss er 2021/22 acht Tore und bereitete weitere sieben auf, wofür er 29 Einsätze brauchte.

### Nationalmannschaft
Savanier wurde als einer der drei erlaubten über 23-jährigen Spieler in das französische Olympiateam berufen. Nach einem Freundschaftsspiel vor dem Turnier kam er auch in allen drei Gruppenspielen zum Einsatz. Im zweiten Gruppenspiel gegen Südafrika konnte er bei dem 4:3-Sieg auch einmal und entscheidend treffen.

## Familie
Savanier wurde in eine Familie der Roma in Frankreich hineingeboren und ist algerischer Abstammung. Er lebt in Figuerolles, einem Vorort Montpelliers mit seinen Eltern zusammen. Auch während seiner Zeit beim AC Arles-Avignon lebte Savanier eine Stunde entfernt bei seiner Mutter.

## Erfolge
Individuell
- Team der Ligue 2: 2017/18
- Spieler des Monats der Ligue 1: Dezember 2021